# Ель пурпурная
Ель пурпурная (лат. Picea purpurea) — вид рода Ель (Picea) семейства Сосновые (Pinaceae). Эндемик Китая. Вероятно, ель пурпурная является гибридом ели ликиангской (Picea likiangensis) и ели Вильсона (Picea wilsonii).

## Распространение и среда обитания
Ель пурпурная растёт в Китае на территории таких провинций Ганьсу, Сычуань, Цинхай. Это высокогорный вид (на высотах 2600-4025 м), произрастающий на серо-бурых подзолистых горных почвах в континентальном климате. Обычно растёт в сообществе с елью Вильсона (Picea wilsonii), елью шероховатой, елью Мейера (P. meyeri).

## Ботаническое описание
Ель пурпурная — вечнозелёное дерево до 50 метров высотой и 100 см диаметров, с пирамидальной кроной. Кора темно-серая, чешуйчатая. Иголки размером 7-12 × 1,5-1,8 мм. Семенные шишки изначально зелёные, при созревании — красно-фиолетовые, эллипсоидные, размером 2.5-4 (-6) × 1.7-3 см. Семена оборотнояйцевидные длиной 9 мм, с пятнистыми фиолетово-коричневыми крыльями. Опыляется в апреле, семена созревают в октябре.

## Значение
В Китае ель является источником древесины для ряда промышленностей.

## Природоохранная ситуация
В 1998 году правительство Китай ввело запрет на вырубку хвойных лесов в западной части страны, для прекращения сокращения ареалов. Международный союз охраны природы присвоил виду статус «Near Threatened» (NT, «близкий к уязвимому положению»).